# François Antoine Roucel
François Antoine Roucel (Durlach, 1735 - Alost, 6 octobre 1831) est un botaniste français.
Sa Flore du nord de la France couvre une bonne partie de l'actuelle Belgique (la Région flamande, la Région de Bruxelles-Capitale et la province du Brabant wallon) annexée par la France en 1795.

## Œuvres
- 1792 : Traité des plantes les moins fréquentes qui croissent naturellement dans les environs des villes de Gand, d'Alost, de Termonde & Bruxelles, rapportées sous les dénominations des Modernes et des Anciens, & arrangées suivant le système de Linnaeus, Paris, Chez MM. Bossange, Bruxelles, Chez Lemaire.
- 1803 : Flore du Nord de la France ou Description des plantes indigènes et de celles cultivées dans les départemens de la Lys, de l'Escaut, de la Dyle et des Deux-Nèthes, y compris les plantes qui naissent dans les pays limitrophes de ces départemens, Paris, Chez Me Veuve Richard, 2 volumes.
  - Tome 1,  chez Me. Veuve Richard, libr. (Paris), 1803, Texte en ligne disponible sur LillOnum